# Château-Porcien
Pour les articles homonymes, voir Château (homonymie) et Porcien.
Château-Porcien est une commune française, située dans le département des Ardennes en région Grand Est.

## Géographie

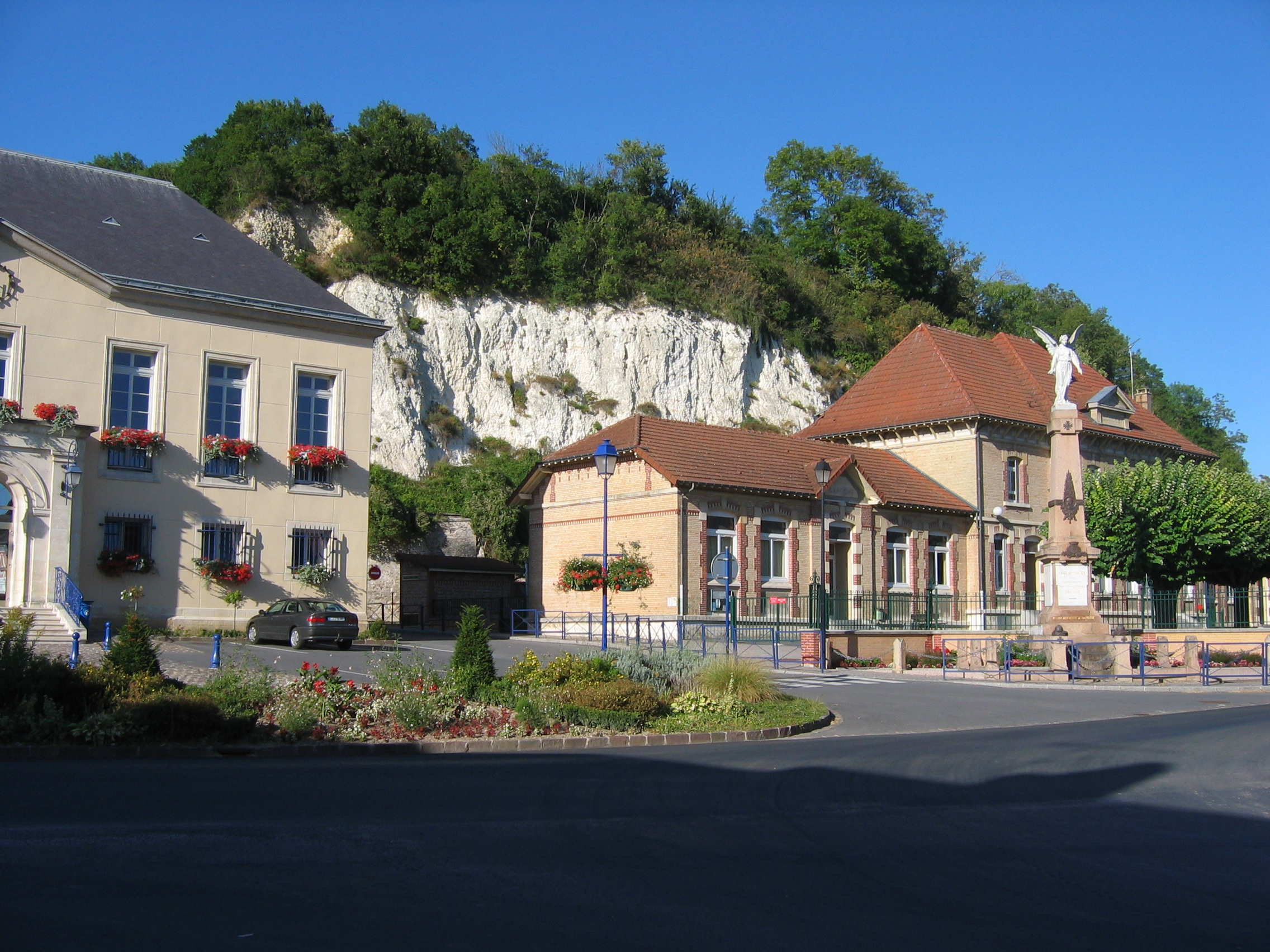
Mairie, monument aux morts et écoles.

Château-Porcien, située dans la vallée de l'Aisne, est dominée par un rocher escarpé sur lequel on voit les ruines d'un château fort.
| Saint-Fergeux      | Son             | Écly  |
| Condé-lès-Herpy    | Château-Porcien | Barby |
| Herpy-l'Arlésienne | Avançon         | Taizy |

### Hydrographie
La commune est dans la région hydrographique « la Seine du confluent de l'Oise (inclus) à l'embouchure » au sein du bassin Seine-Normandie. Elle est drainée par le canal des Ardennes  (versant Aisne), l'Aisne, la Vaux, l'Aisne et divers autres petits cours d'eau,.
Le canal des Ardennes (versant Aisne), d'une longueur de 57 km,  est un chenal et un cours d'eau naturel navigable qui a son origine dans la commune de Dom-le-Mesnil et se jette  dans le canal latéral à l'Aisne à Vieux-lès-Asfeld, après avoir traversé 24 communes. Il traverse la commune d'est en ouestsur une longueur d'environ 4,4 km.
L'Aisne est un  cours d'eau naturel navigable de 256 km de longueur, traversant les cinq départements Meuse, Marne, Ardennes, Aisne, Oise. Elle est un affluent de rive gauche de l'Oise, ce qui fait d'elle un sous-affluent de la Seine. Elle traverse la commune d'est en ouestsur une longueur d'environ 5,5 km.
La Vaux, d'une longueur de 38 km, prend sa source dans la commune de Signy-l'Abbaye, à 236 m d'altitude, et se jette  dans l'Aisne à Taizy, à 68 m d'altitude, après avoir traversé 13 communes.

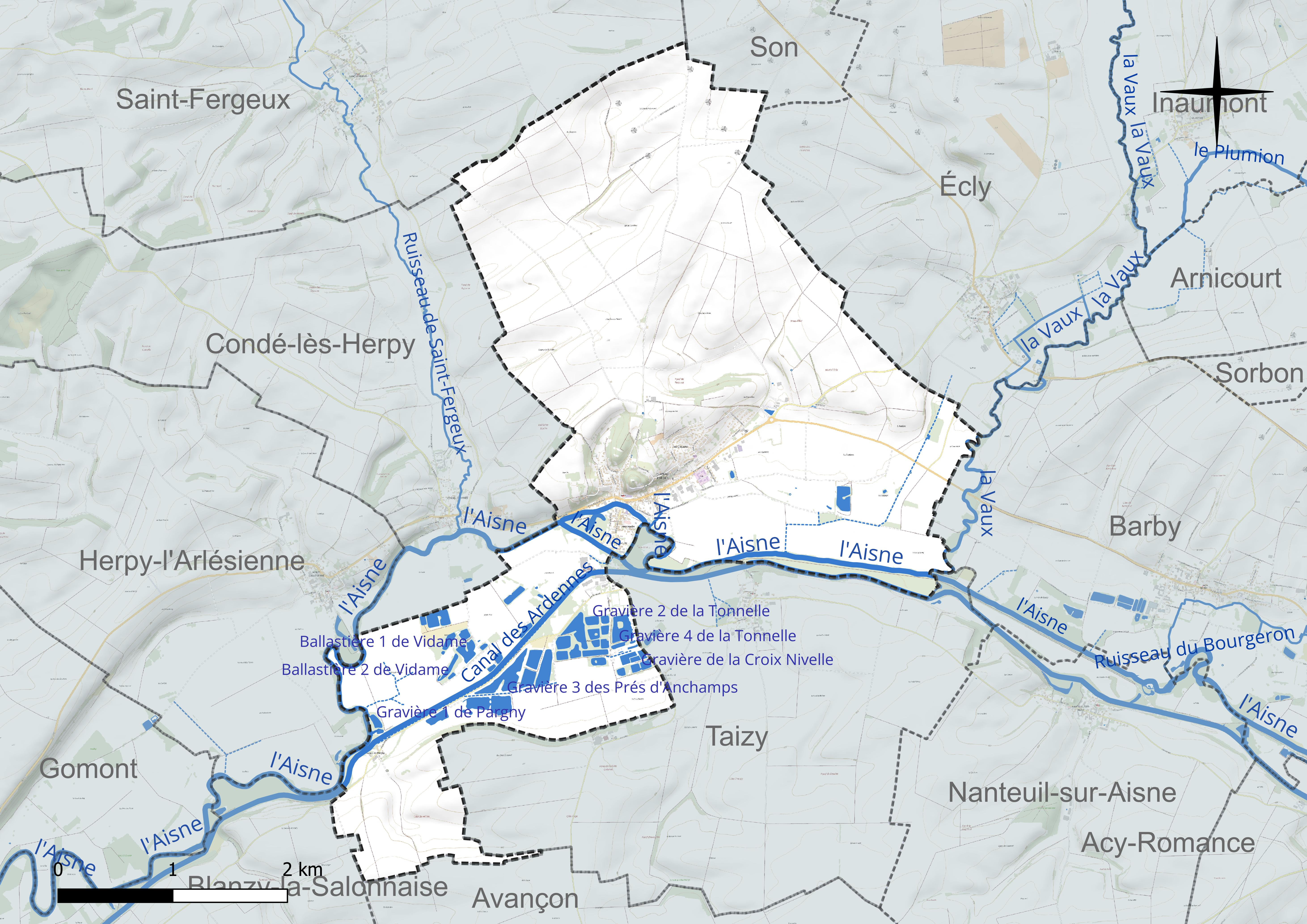
Réseau hydrographique de Château-Porcien.

Divers plans d'eau complètent le réseau hydrographique : la ballastière 1 de Vidame (1,8 ha), la ballastière 2 de Vidame (1,1 ha), la ballastière 3 de Vidame (0,8 ha), la ballastière 4 de Vidame (2,7 ha), la gravière 1 de la Tonnelle (3,2 ha), la gravière 1 de Pargny (0,7 ha), la gravière 1 des Prés d'Anchamps (2,9 ha), la gravière 10 de la Tonnelle (0,7 ha), la gravière 2 de la Tonnelle (0,9 ha), la gravière 2 des Prés d'Anchamps (1,7 ha), la gravière 3 de la Tonnelle (0,8 ha), la gravière 3 des Prés d'Anchamps (5 ha), la gravière 4 de la Tonnelle (0,4 ha), la gravière 5 de la Tonnelle (1,1 ha), la gravière 6 de la Tonnelle (0,8 ha), la gravière 7 de la Tonnelle (3 ha), la gravière 8 de la Tonnelle (1,3 ha), la gravière 9 de la Tonnelle (0,8 ha) et la gravière de la Croix Nivelle (1,1 ha),.

### Climat
Pour des articles plus généraux, voir Climat du Grand Est et Climat des Ardennes.
En 2010, le climat de la commune est de type climat océanique dégradé des plaines du Centre et du Nord, selon une étude du Centre national de la recherche scientifique s'appuyant sur une série de données couvrant la période 1971-2000. En 2020, Météo-France publie une typologie des climats de la France métropolitaine dans laquelle la commune est exposée à un climat océanique altéré et est dans la région climatique Nord-est du bassin Parisien, caractérisée par un ensoleillement médiocre, une pluviométrie moyenne régulièrement répartie au cours de l’année et un hiver froid (3 °C).
Pour la période 1971-2000, la température annuelle moyenne est de 10,1 °C, avec une amplitude thermique annuelle de 15,7 °C. Le cumul annuel moyen de précipitations est de 784 mm, avec 12,1 jours de précipitations en janvier et 9,2 jours en juillet. Pour la période 1991-2020, la température moyenne annuelle observée sur la station météorologique de Météo-France la plus proche, « Banogne-Recouvrance », sur la commune de Banogne-Recouvrance à 10 km à vol d'oiseau, est de 11,1 °C et le cumul annuel moyen de précipitations est de 773,4 mm. 
La température maximale relevée sur cette station est de 40,8 °C, atteinte le 25 juillet 2019 ; la température minimale est de −14 °C, atteinte le 10 janvier 2003,,.
Les paramètres climatiques de la commune ont été estimés pour le milieu du siècle (2041-2070) selon différents scénarios d'émission de gaz à effet de serre à partir des nouvelles projections climatiques de référence DRIAS-2020. Ils sont consultables sur un site dédié publié par Météo-France en novembre 2022.

## Urbanisme

### Typologie
Au 1er janvier 2024, Château-Porcien est catégorisée bourg rural, selon la nouvelle grille communale de densité à 7 niveaux définie par l'Insee en 2022.
Elle est située hors unité urbaine. Par ailleurs la commune fait partie de l'aire d'attraction de Reims, dont elle est une commune de la couronne,. Cette aire, qui regroupe 294 communes, est catégorisée dans les aires de 200 000 à moins de 700 000 habitants,.

### Occupation des sols
L'occupation des sols de la commune, telle qu'elle ressort de la base de données européenne d’occupation biophysique des sols Corine Land Cover (CLC), est marquée par l'importance des territoires agricoles (85,4 % en 2018), en diminution par rapport à 1990 (88,7 %). La répartition détaillée en 2018 est la suivante :
terres arables (74 %), zones agricoles hétérogènes (11,5 %), zones urbanisées (6,7 %), eaux continentales (5,6 %), forêts (2,3 %). L'évolution de l’occupation des sols de la commune et de ses infrastructures peut être observée sur les différentes représentations cartographiques du territoire : la carte de Cassini (XVIIIe siècle), la carte d'état-major (1820-1866) et les cartes ou photos aériennes de l'IGN pour la période actuelle (1950 à aujourd'hui).

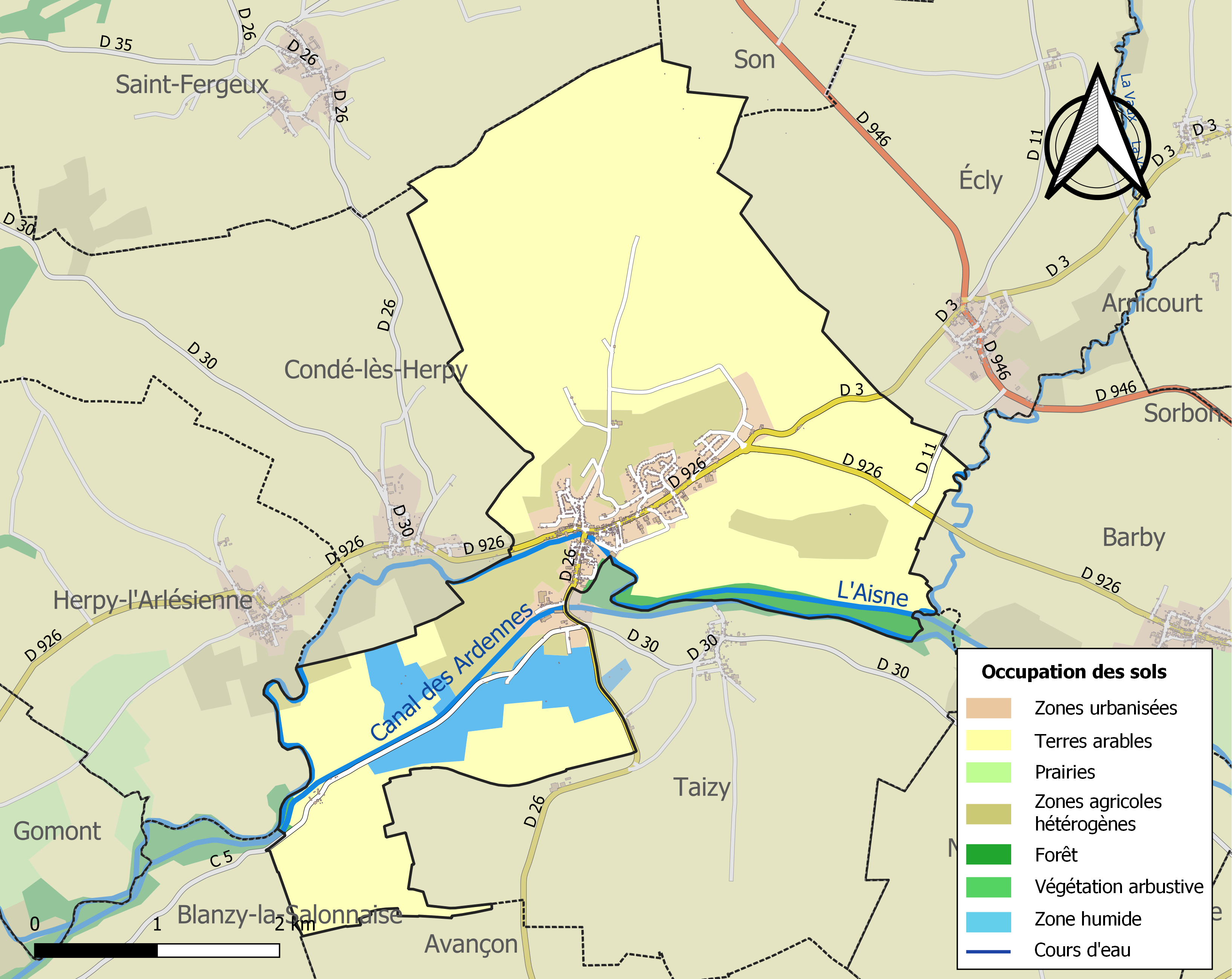
Carte des infrastructures et de l'occupation des sols de la commune en 2018 (CLC).

## Toponymie
Le nom de la localité est attesté sous les formes villa Portensi au Xe siècle, Castelli in Porcianis en 1179.
De l'oïl chastel , château « village fortifié » et le nom de lieu Port, nom de région,  le suffixe -ois ( latin -ensem ), puis -ianum : « village fortifié du pays de port ». C'est probablement à proximité de la commune qu'un passage à bac, portus, a donné son nom au Porcien,  région rurale des Ardennes françaises

## Histoire

### Préhistoire
Des traces d'habitation néolithique avec la découverte d'une hache et d'un foyer dans une gravière utilisée en 1913 pour du balast prélevé pour la construction de la voie de chemin de fer.

### Âge du fer
Puis des traces de présence gauloise en 1923, dans la briqueterie fut trouvé par M. Larmigny un squelette, un plateau et un oenochoe. Mais aussi un oppidum de 50 ha des Remii sur le plateau Nandin en partie sur la commune d'Herpy.

### Antiquité
Une voie romaine, dont les traces sont encore visibles, partait de Reims vers le nord, et traversait l'Aisne tout près de Château-Porcien. C'est probablement à proximité de cette commune qu'un passage à bac, portus, a donné son nom au Porcien, cette région rurale des Ardennes françaises.

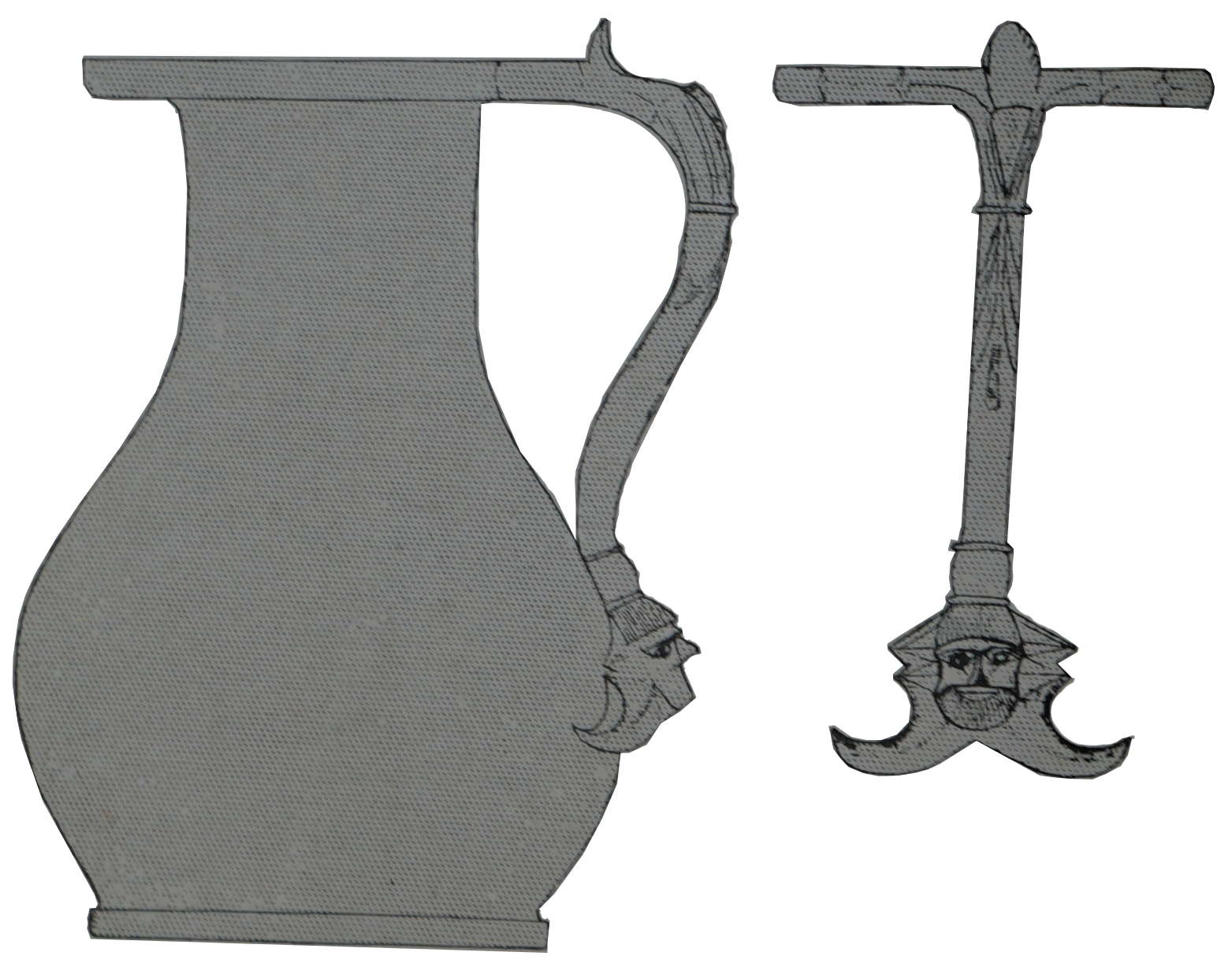
Relevé de l'oenochoe.
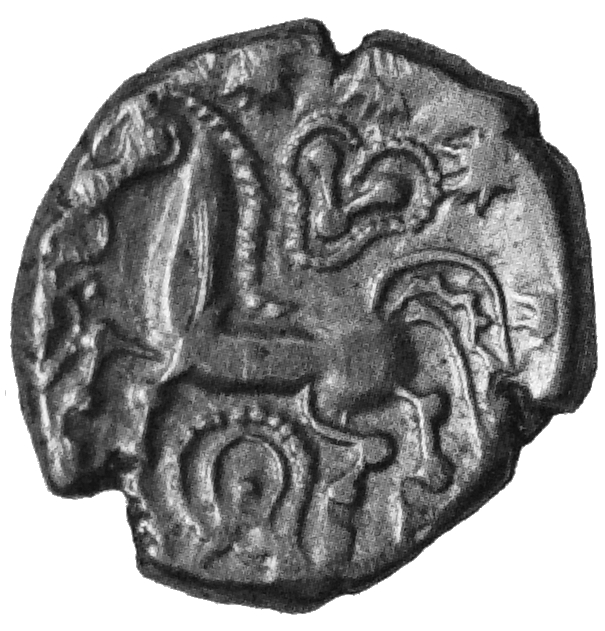
Monnaie gauloise, musée de l'Ardenne.
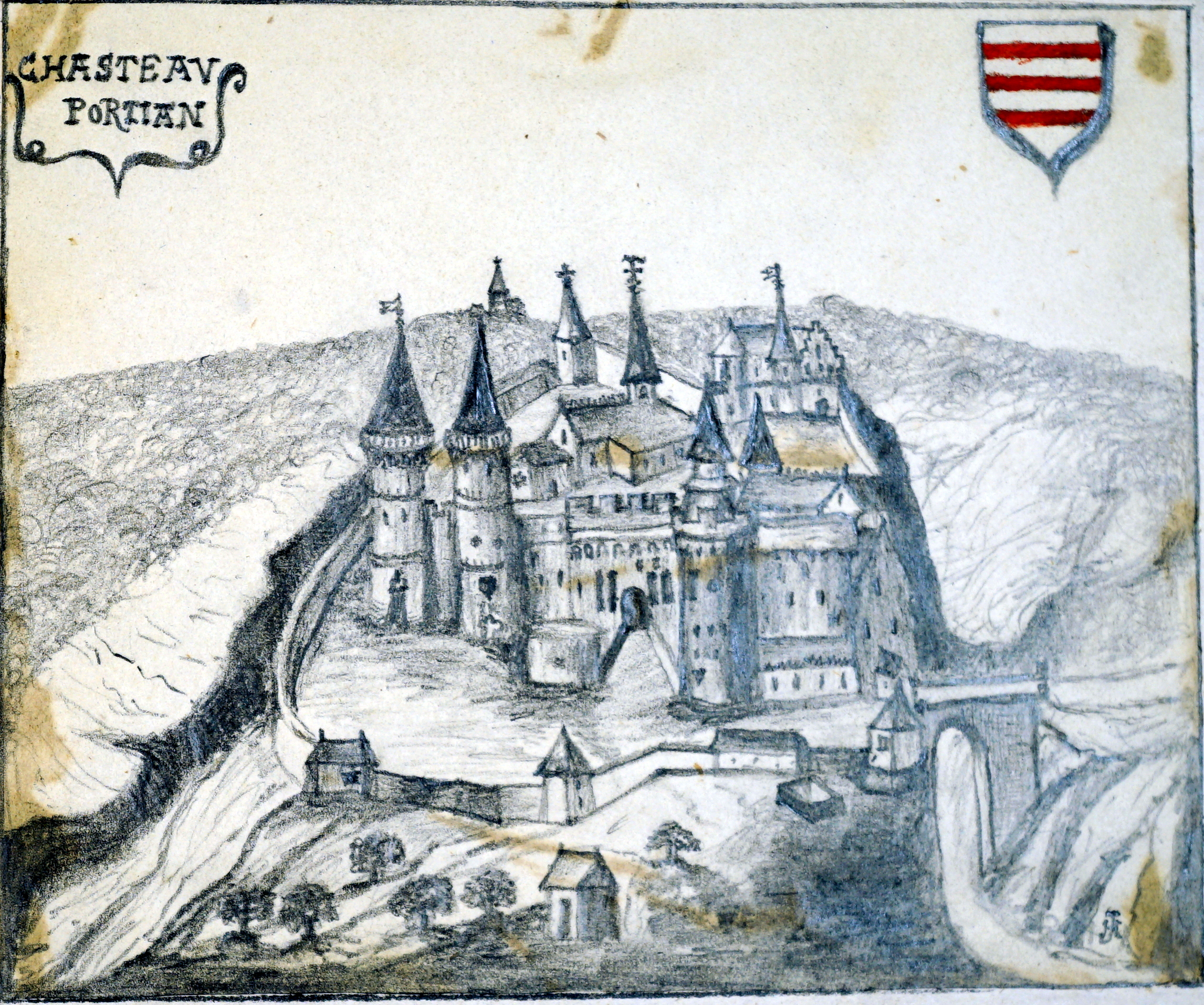
Par Christophe Tassin vers 1633, B.M. de Reims avec les armes des Croÿ.
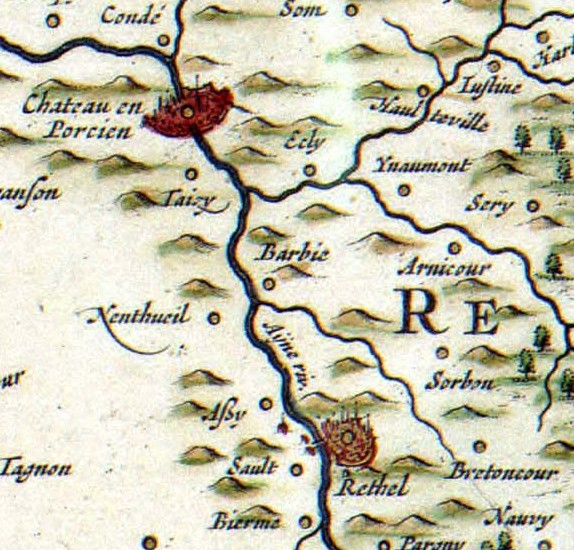
Château-Porcien en 1635.

### Moyen Âge
Château-Porcien est le chef-lieu du comté de Porcien. Le château et le bourg castral sont attestés avant 1087. On y trouve des moulins, un four banal et on y tient un marché hebdomadaire.
En 1243, Nicolas de Rumigny et sa femme Isabeau cèdent à Jean Pain de Soile, leur prévôt de Porcien, le moulin de Juisse à Château-Porcien.
Un hôtel-Dieu est fondé en 1300.
Au XIVe siècle, Château-Porcien est élevé en comté par Charles VII pour récompenser Antoine Ier le Grand de Croÿ, le titre de comte se transmit à la famille de Croÿ.
En 1423 la ville est prise par le parti bourguignon. En 1435 la ville est reprise puis ceinte en 1439 et possède quatre portes ; en 1484 c'est la restauration du château. La ville est prise par Guillaume Ier d'Orange-Nassau et Fequier.
Un fort coup  de vent en 1575 endommage les toitures de la ville et le château, le fossé de la ville est surmonté d'une muraille en 1585 mais la ville est prise par les troupes royales en 1589 et des pillages s'ensuivent. Les murailles de la ville sont de nouveau relevées et renforcées en 1592 et 1597. 

### Époque moderne
En 1608, le Porcien est vendu à Charles Ier de Mantoue, duc de Nevers et de Rethel et passe en 1608 dans la Maison de Gonzague, en 1659 au cardinal Mazarin, en 1661 dans la famille de La Porte de La Meilleraye, en 1738 dans la Maison de Durfort puis en 1781 dans la Maison d'Aumont de Rochebaron. En 1615 l'incendie ruine presque toute la ville, attisé par de fort vents et des reprises à plusieurs endroits de la ville. Charles Ier de Mantoue rejoins les Grands révoltés en 1617, le quinze mars le duc de Guise assiège la ville qui tombe le trente aux mains du roy.
En 1635 la peste faisait cinq cents morts. En 1622 Charles Ier de Mantoue, duc de Rethel fait son entrée en la ville avec le comte de Nevers à la tête de l'armée royale.
Le 24 juillet 1639 le roi Louis XIII s’arrêtait en la ville.
Lors de la Fronde, après un siège, la ville se rend le 14 août 1650 à Turenne qui la capturait pour les frondeurs. En 1652 Charles IV de Lorraine ravageait le pays en se dirigeant vers Paris et le 27 octobre elle est prise par le prince de Condé. Le roi Louis XIV fait son entrée en la ville le 8 août 1654.

### Epoque contemporaine
Au cours de la Révolution française, la commune porta provisoirement le nom de Marat-Fruvaine ou de Marat-sur-Aisne.

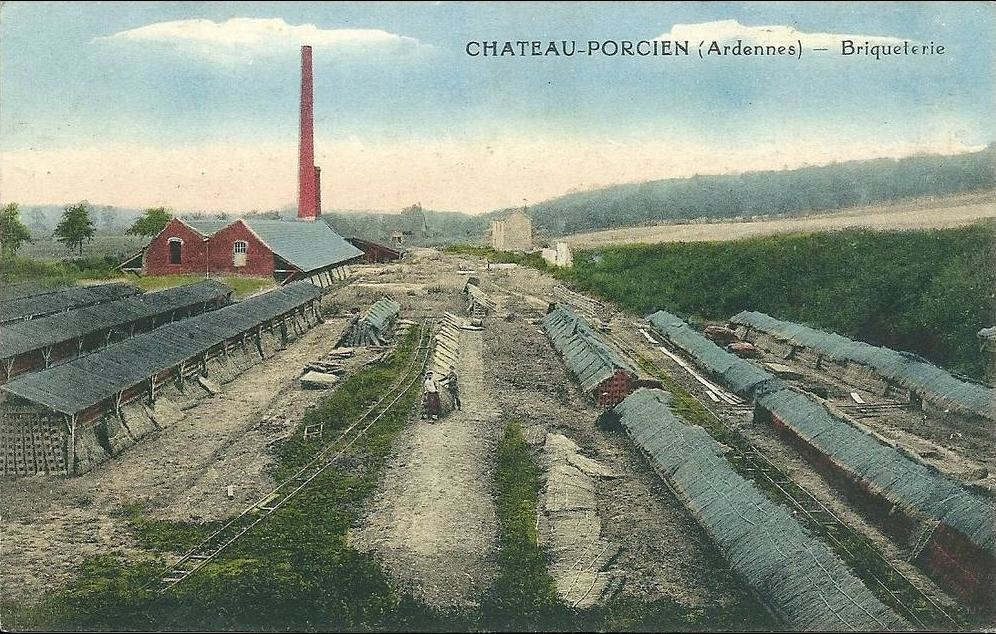
La briqueterie et la
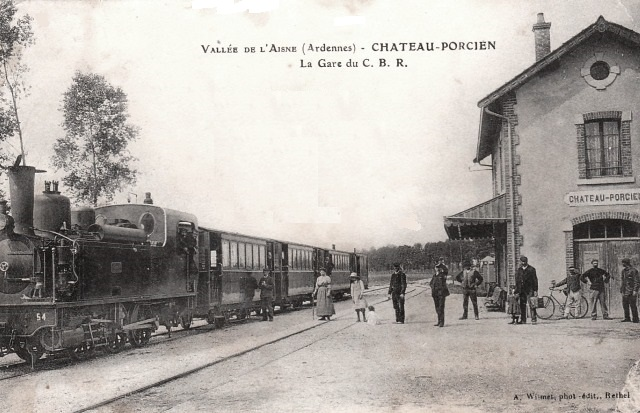
gare du CBR avant la Grande Guerre.

## Politique et administration

### Liste des maires
| Période      | Période                   | Identité                                    | Étiquette | Qualité                                                            |
| ------------ | ------------------------- | ------------------------------------------- | --------- | ------------------------------------------------------------------ |
| 1862         | 1879                      | David Jules Holleaux                        |           |                                                                    |
|              |                           |                                             |           |                                                                    |
| mars 2001    | mars 2013                 | James Champenois                            | PS        | Ancien suppléant de Claudine Ledoux (1997-2002) Décédé en fonction |
| 11 juin 2013 | En cours (au 25 mai 2020) | Didier Simon Réélu pour le mandat 2020-2026 | DVG       | Chef d'entreprise Réélu pour le mandat 2014-2020                   |

## Population et société

### Démographie
L'évolution du nombre d'habitants est connue à travers les recensements de la population effectués dans la commune depuis 1793. Pour les communes de moins de 10 000 habitants, une enquête de recensement portant sur toute la population est réalisée tous les cinq ans, les populations de référence des années intermédiaires étant quant à elles estimées par interpolation ou extrapolation. Pour la commune, le premier recensement exhaustif entrant dans le cadre du nouveau dispositif a été réalisé en 2008.

En 2022, la commune comptait 1 297 habitants, en évolution de −7,03 % par rapport à 2016 (Ardennes : −2,97 %, France hors Mayotte : +2,11 %).
| 1793  | 1800  | 1806  | 1821  | 1831  | 1836  | 1841  | 1846  | 1851  |
| ----- | ----- | ----- | ----- | ----- | ----- | ----- | ----- | ----- |
| 1 921 | 1 920 | 1 958 | 2 042 | 2 267 | 2 197 | 2 463 | 2 731 | 2 595 |

| 1866  | 1872  | 1876  | 1881  | 1886  | 1891  | 1896  | 1901  | 1906  |
| ----- | ----- | ----- | ----- | ----- | ----- | ----- | ----- | ----- |
| 1 954 | 1 819 | 1 768 | 1 585 | 1 487 | 1 429 | 1 267 | 1 237 | 1 248 |

| 1911  | 1921 | 1926 | 1931 | 1936 | 1946 | 1954 | 1962 | 1968  |
| ----- | ---- | ---- | ---- | ---- | ---- | ---- | ---- | ----- |
| 1 156 | 958  | 898  | 831  | 834  | 616  | 807  | 925  | 1 006 |

| 1975  | 1982  | 1990  | 1999  | 2006  | 2008  | 2013  | 2018  | 2022  |
| ----- | ----- | ----- | ----- | ----- | ----- | ----- | ----- | ----- |
| 1 156 | 1 281 | 1 302 | 1 285 | 1 386 | 1 414 | 1 425 | 1 338 | 1 297 |

## Culture locale et patrimoine

### Lieux et monuments
- Église Saint-Thibault de Château-Porcien, classé et inscrit au titre des monuments historiques en 1971 et 1984[34].
- Maison forte de Wignacourt

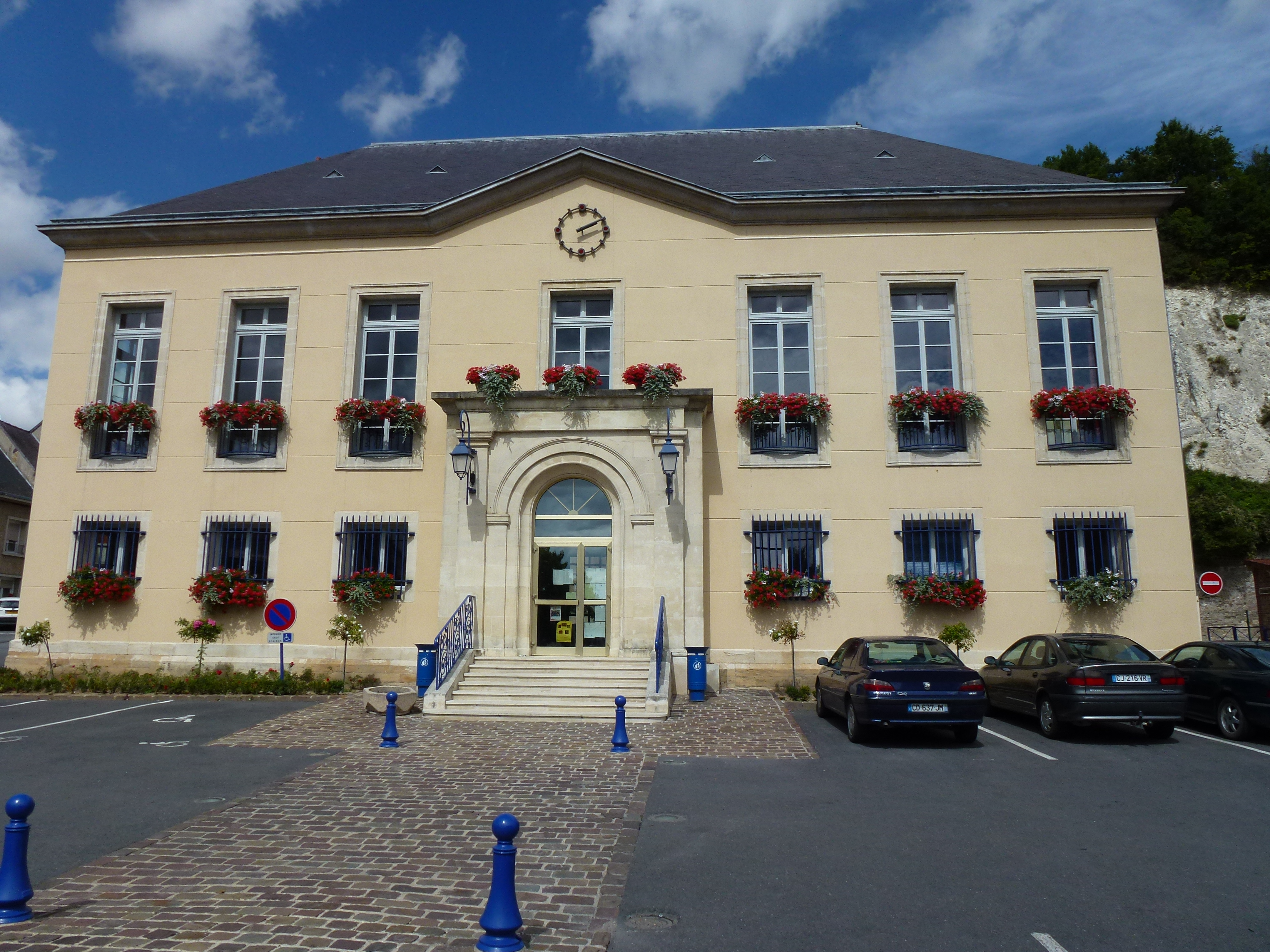
La mairie.
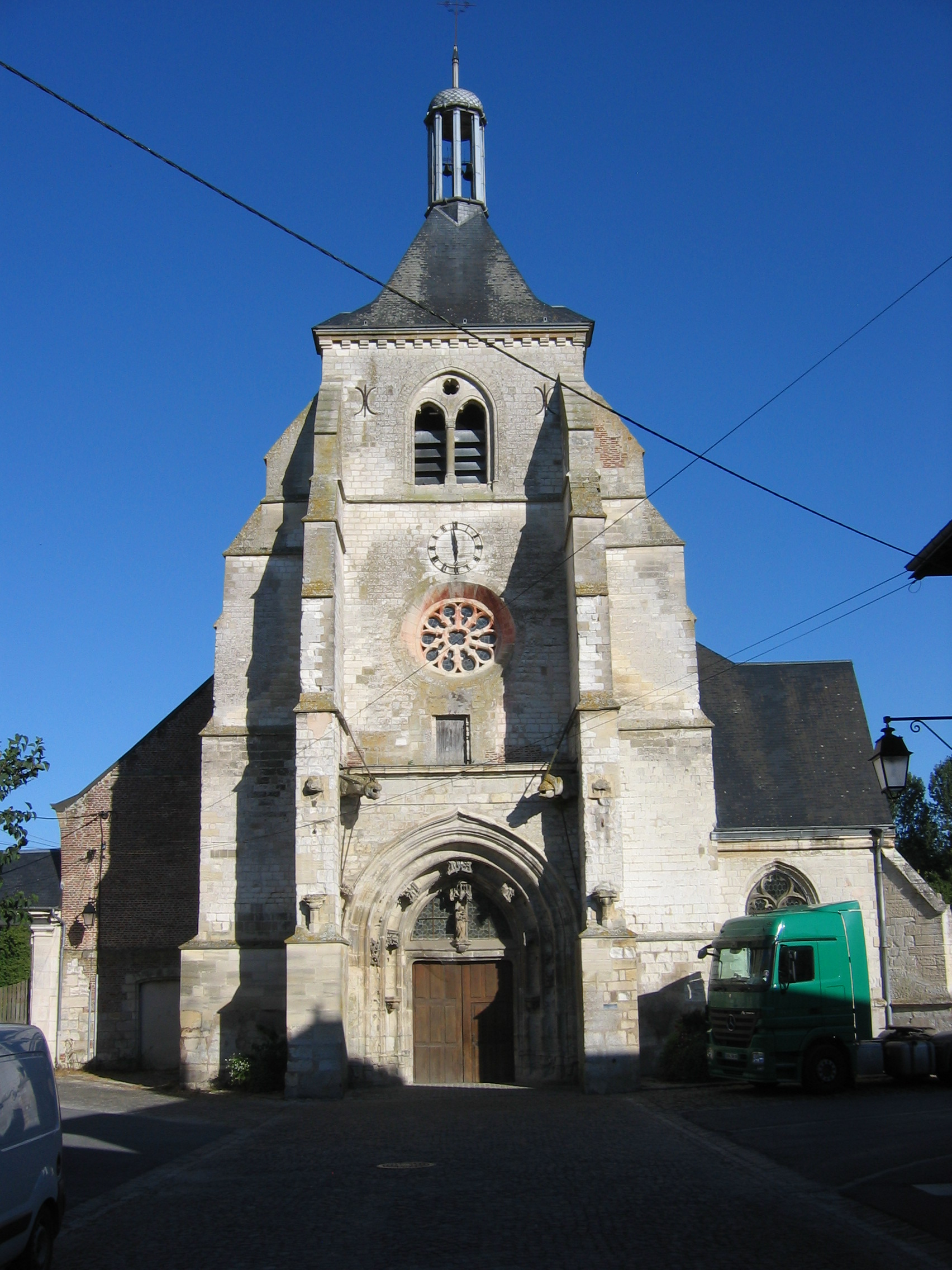
Église Saint-Thibault, façade.
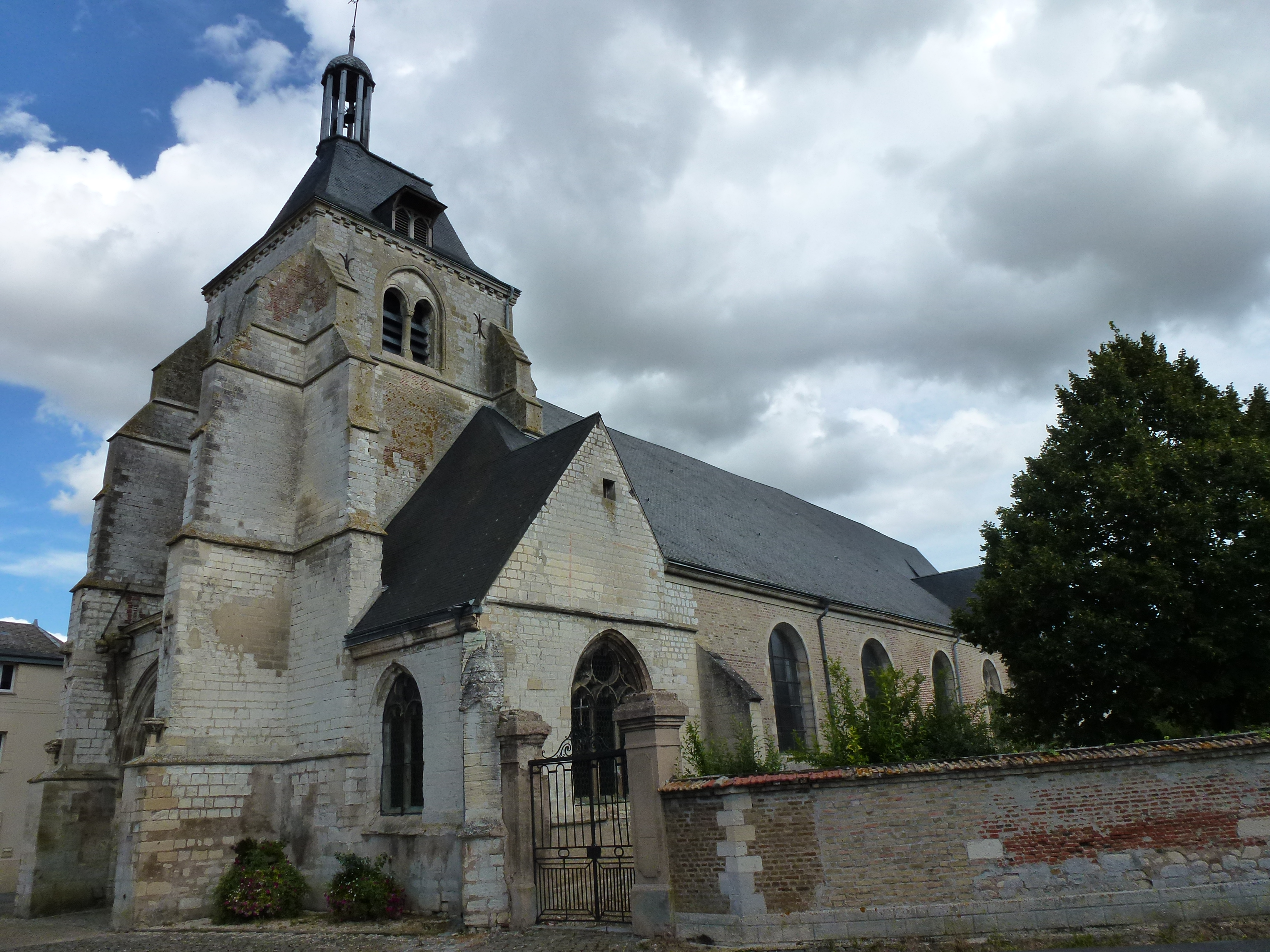
Église Saint-Thibault, vue latérale.
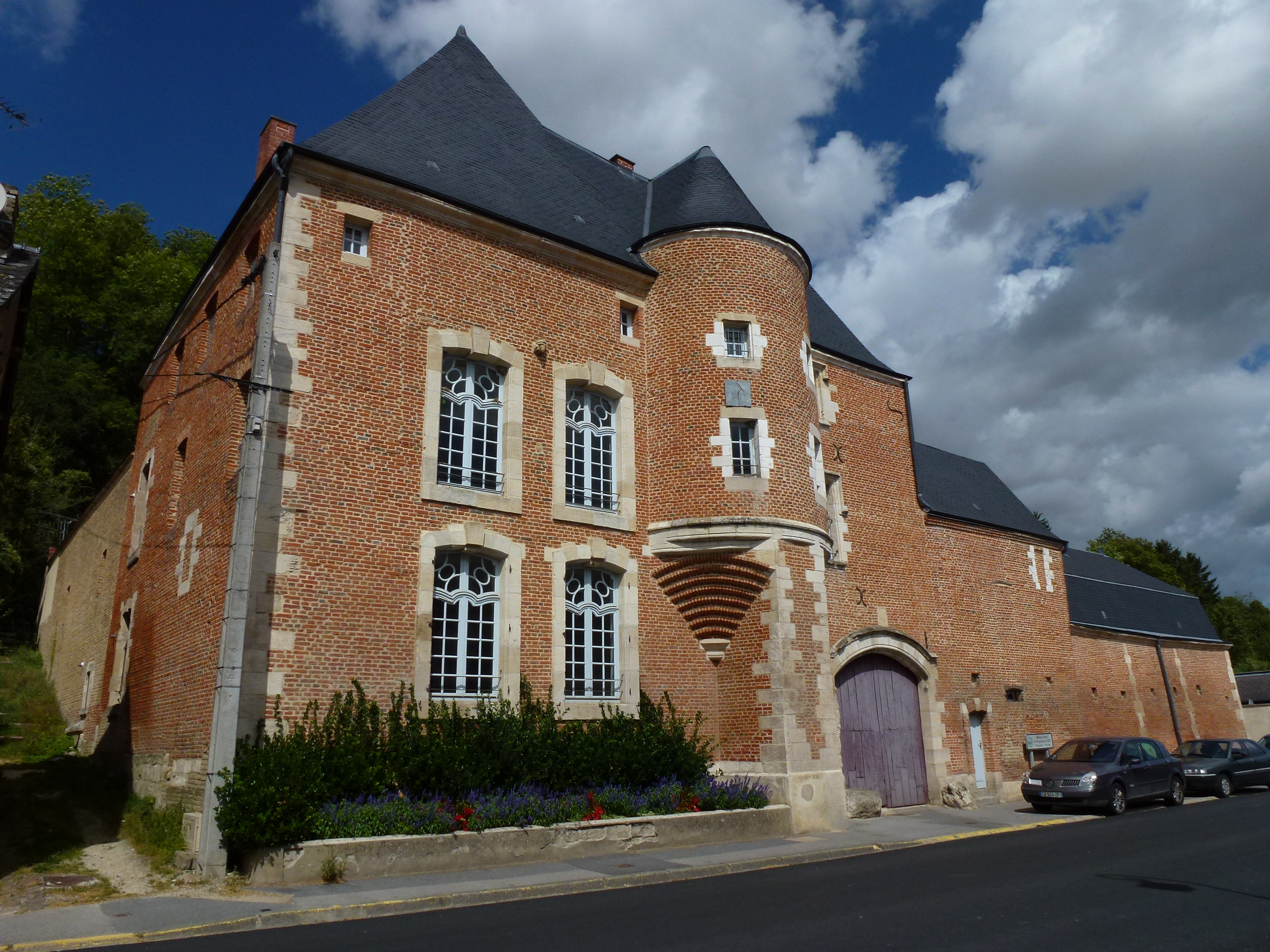
Maison forte de Wignacourt.

### Personnalités liées à la commune
- Anselme II d'Ostrevent dit Barbatus (le barbu), seigneur de Bouchain d'où il était natif, de Ribemont, de Château-Porcien et de bien d’autres fiefs en Flandres, en Cambrésis et en Champagne, part à la première croisade avec son voisin de comté, Hugues 1er le Grand, comte de Vermandois, frère du Roi capétien Philippe Ier (1052-1108).

Sa bravoure et ses connaissances, notamment dans l'art de la construction de machines de guerre, sont appréciées par Godefroid de Bouillon. Celui-ci en fait son porte-étendard et son homme de confiance, l'envoyant ainsi, alors que les croisés sont déjà en Asie Mineure, comme ambassadeur auprès du Basileus Alexis Comnène afin de remettre les choses au point et contrer le double jeu auquel l'empereur se prêtait entre forces chrétiennes et musulmanes ; Anselme est tué au combat à Archas le 26 février 1099 d'une pierre lancée par un mangonneau qu'il prit en pleine tête. Il était l'époux d'Agnès de Roucy, fille d'Ebbles II de Montdidier, comte de Roucy et de Ramerupt, et de Sibylle Guichard de la Pouille. Anselme a encore une très nombreuse postérité au XXIe s., et est très connu pour ses actes de piété, dont la donation de ses terres à Pecquencourt, sur lesquelles fut fondée la très célèbre abbaye d'Anchin (détruite en 1792) et des lettres écrit de Palestine à l'évêque Manassés de Reims.
- Gui de Château-Porcien, mort en 1250, évêque de Soissons.
- Gaucher V de Châtillon, comte de Porcien et connétable de Champagne, puis connétable de France.
- Charles III de Croÿ, comte de Porcien et prince de Chimay.
- Jean Taté, bourgeois et échevin de Château-Porcien au XVIIIe siècle, chroniqueur. Chronique de Jean Taté : Sièges de Château-Porcien en 1652 et 1653.
- Jules Grison, organiste et compositeur, né à Château-Porcien en 1842.
- Le prince Albert II de Monaco revendique le titre de prince de Château-Porcien, titre de la famille du cardinal de Mazarin, éteint avec le dernier Mazarin dont les Monaco sont les descendants.
- Nicolas Wilbault (1686-1763), artiste peintre né et mort à Château-Porcien. Surnommé "Duchastel", il travailla à Leipzig et fut membre de l'Académie de Dresde.
- Jacques Wilbault (1729-1816), artiste peintre né et mort à Château-Porcien, neveu et élève de Nicolas Wibault. Le musée de Reims conserve son autoportrait aux côtés de son épouse, ainsi que, signés également de lui, plusieurs portraits de son oncle Nicolas Wibault et un autre de Claude Etienne Bidal, deuxième marquis d'Asfeld.
- Abbé Lalondrelle (1742-1823), curé de Château-Porcien dont le portrait, peint par Jacques Wilbault, est conservé au musée de Reims. Le bibliothécaire rethélois Henri Jadart a publié en 1906 un fascicule biographique à son propos.
- Nicolas Jean-Baptiste Laignier (1745-1808), homme politique né à Château-Porcien, député du tiers état aux États généraux de 1789.
- Jean-Baptiste Augustin Prosper Mennesson (1761-1807), avocat et homme politique né à Château-Porcien, député des Ardennes à la Convention nationale.

### Héraldique
| Blason de Château-Porcien | Blason  | De sinople au manteau ducal d'hermine chargé d'un écusson d’azur au faisceau de licteur d'or lié d’argent et à la fasce brochant cousue de gueules chargée de trois étoiles aussi d'or, timbré d'une couronne ducale et soutenu d'un porc de sable. |
| Blason de Château-Porcien | Détails | En 1824, la ville utilisait : De sinople à un marteau ducal d'hermines chargé d'un écusson d'azur surchargé d'une hache d'armes ou consulaire, entouré d'houssines d'argent liées d'or, une fasce en devise de gueules chargé de trois étoiles d'or brochant sur le tout et qui est sommé 'une couronne ducale d'or et supportant le tout un porc de sable passant en point. La fasce de gueules aux trois étoiles d'or vient peut-être au moment où Mazarin prend possession du comté. Le statut officiel du blason reste à déterminer. |